# Затишино
Затишино — деревня в Починковском районе Смоленской области России. Входит в состав Лысовского сельского поселения. Население — 3 жителя (2007 год). 
Расположена в центральной части области в 39 км к юго-востоку от Починка, в 23 км восточнее автодороги А141 Орёл — Витебск, на берегу реки Ольшаница. В 22 км западнее деревни расположена железнодорожная станция Стодолище на линии Смоленск — Рославль. 

## История
В годы Великой Отечественной войны деревня была оккупирована гитлеровскими войсками в июле 1941 года, освобождена в сентябре 1943 года.